# Creole Haiti
Creole Haiti (kreyòl ayisyen, phát âm tiếng Haitian Creole: [kɣejɔl]; tiếng Pháp: créole haïtien) là một ngôn ngữ creole dựa trên tiếng Pháp được nói bởi 9,6–12 triệu người trên toàn cầu, và là ngôn ngữ mẹ đẻ của hầu hết người Haiti. Ngoài nền tảng là tiếng Pháp thế kỷ 18, creole Haiti còn chịu ảnh hưởng của tiếng Bồ Đào Nha, tiếng Tây Ban Nha, tiếng Anh, tiếng Taíno, và những ngôn ngữ Tây Phi. Creole Haiti bắt nguồn từ sự tiếp xúc giữa người Pháp và những nô lệ gốc Phi ở thuộc địa Saint-Domingue (Haiti ngày nay). Người Haiti là cộng đồng nói ngôn ngữ creole lớn nhất thế giới. Creole Haiti không nên bị nhầm lẫn với tiếng Pháp Haiti mà chỉ đơn thuần là dạng tiếng Pháp có mặt ở Haiti.
Việc nói và sử dụng creole Haiti trong giáo dục đã gây nhiều tranh cãi từ tận thế kỷ 19: dù người Haiti xem người Pháp như một đại diện của chủ nghĩa thực dân, creole Haiti vẫn bị giới cầm quyền Haiti coi rẻ và xem như là tiếng Pháp của người nghèo và vô giáo dục. Cho tới cuối thế kỷ 20, các tổng thống Haiti chỉ phát biểu trước công chúng bằng tiếng Pháp chuẩn, và cho tới thập niên 2000, tiếng Pháp vẫn là ngôn ngữ giảng dạy trong nhà trường.